# シャビエル・ロペス＝アロステギ
シャビエル・ロペス＝アロステギ・エスカウリアサ（Xabier López-Arostegui Eskauriaza, 1997年5月19日 - ）は、スペイン・バスク州ビスカヤ県ゲチョ出身のバスケットボール選手。身長200cm。ポジションはSG。

## 経歴
バスク州ビスカヤ県ゲチョ出身であり、カタルーニャ州のホベントゥート・バダローナの下部組織で育った。2015年にはカタルーニャジュニア選手権で傑出したプレーを見せ、決勝ではCBルスピタレートを破って優勝した.。2015年にはホベントゥートと2ウェイ契約を結び、提携クラブであるLEBオロ（2部）のCBプラットでプレーした。
2017-18シーズンはリーガACB（1部）のホベントゥートでプレーし、リーガACBオールルーキーチームに選出された。2018年4月18日にはNBAドラフトにエントリーすると発表したが、後にエントリーを撤回した。

## タイトル
- リーガACBオールルーキーチーム : 2018